# Polysexualitet

Prideflaggan för polysexualitet

Polysexualitet refererar till personer som är attraherade av mer än ett kön. Däremot vill de inte av olika anledningar identifieras som bisexuella.
Polysexualitet ska inte blandas ihop med pansexualitet; pan betyder alla och poly betyder många. Så det behöver inte nödvändigtvis betyda alla. Polysexuell är en självidentifierad term som är formbar, eftersom det är en stor variation av personer som använder termen till att beskriva sig själva.
Ordet polysexuell används även om och av personer som har (eller vill ha) flera sexuella relationer, men inte nödvändigtvis flera romantiska relationer (polyamori). Denna betydelse av polysexuell har därmed en koppling till swinging och även andra sorters etisk flersamhet.

### Webbkällor
1. ↑  "Polysexuality". urbandictionary. Läst 28 mars 2015. (engelska)

### Bokkällor
- Board, Mykel. "Pimple No More." In Tucker. 281-287.
- Kaloski, Ann. "Extract from 'Bisexuals Making Out with Cyborgs: Politics, Pleasure, Con/fusion' (1997)." In Storr. 201-210.
- Som, Indigo Chih-Lien. "Open Letter to a Former Bisexual (or, Do I Hear "Post-Bisexual"?)." In Tucker. 93-97.